# Маліновський Руслан Володимирович
Русла́н Володи́мирович Маліно́вський (нар. 4 травня 1993, Житомир, Україна) — український футболіст, атакувальний півзахисник клубу «Дженоа» та збірної України.

## Клубна кар'єра
Народився 1993 року у Житомирі в родині музикантів, має старшого брата Олександра (1985 року народження), який також захоплювався футболом. У дитинстві цікавився англійським футболом, вболівав за лондонський «Арсенал» та особисто за його нападника Тьєррі Анрі.
Займатися футболом починав у житомирському «Легіоні», який виступав у чемпіонаті області.

### «Шахтар»
2011 року прийняв пропозицію приєднатися до донецького «Шахтаря», у клубній структурі якого почав виступати за «Шахтар-3», за який зіграв 39 матчів і забив 10 голів.

### «Севастополь»
2012 року був орендований до ПФК «Севастополь», у складі якого дебютував в іграх української Прем'єр-ліги. Протягом сезону 2012/13 зіграв 16 матчів та відзначився одним забитим голом. Також у 2013 році встиг зіграти за фарм-клуб команди. Там він забив 1 гол за 2 матчі. 2014 року внаслідок російської окупації Кримського півострова ПФК «Севастополь» було розформовано.

### «Зоря»
На початку 2014 року перейшов на правах оренди до луганської «Зорі». Тут 20-річний футболіст швидко став гравцем основного складу і був визнаний найкращим молодим гравцем України, а також переміг у номінації «Золотий талант України». Відзначався голами не тільки у чемпіонаті, але й у єврокубках, зокрема зробивши дубль на стадії кваліфікації Ліги Європи у ворота бельгійського «Шарлеруа».

### «Генк»
1 січня 2016 року було офіційно повідомлено про перехід Руслана на правах піврічної оренди до кінця сезону до складу бельгійського «Генка». «Маліна» дебютував за клуб у півфіналі Кубка Бельгії проти «Стандарда» та провів на полі 72 хвилини. Згодом оренду було подовжено ще на один рік, після чого бельгійський клуб вирішив викупити контракт гравця, який на той час провів у його складі 42 матчі в усіх турнірах, відзначившись 13 голами та 8 результативними передачами.
29 травня 2017 року було офіційно оголошено про перехід Маліновського з «Шахтаря» до «Генка». Бельгійський клуб та гравець підписали контракт на чотири роки. Українець продовжував прогресувати, і в сезоні 2018/19, який завершився для «Генка» перемогою у чемпіонаті, був визнаний найкращим гравцем команди.
Лідер команди-чемпіона Бельгії привернув увагу низки представників сильніших європейських ліг, серед яких фігурували італійські «Наполі», «Сампдорія» та «Аталанта», а також іспанська «Валенсія». Утім «Генк» був налаштований утримати гравця у своєму складі і зробив йому у червні 2019 року пропозицію нового контракту, яку, утім, було відхилено.

### «Аталанта»
16 липня 2019 року було офіційно оголошено про перехід Маліновського до «Аталанти». Сума трансферу склала 15 мільйонів євро. Італійський клуб та гравець підписали контракт на три роки, згідно з яким український новачок «Аталанти» буде заробляти в італійському клубі щонайменше €1 мільйон за сезон. Перехід був ініційований президентом «Аталанти» Антоніо Перкассі без попереднього узгодження зі спортивним директором клубу Джованні Сарторі та головним тренером команди Джан П'єро Гасперіні.
У травні 2021 року Маліновський був визнаний найкращим гравцем місяця в Серії А. Українець став найкращим асистентом чемпіонату Італії 2020/21 — (12 гольових передач).
У сезоні 2022/23 півзахисник втратив довіру Джан П'єро Гасперіні, тому грав украй мало. У січні 2023 року Руслан Маліновський покинув «Аталанту», продовживши кар'єру у марсельському «Олімпіку». Усього за Богиню хавбек провів 143 поєдинки в усіх турнірах, забивши 30 голів та віддавши 28 гольових передач.

### «Олімпік»
11 січня 2023 року Маліновський дебютував у складі марсельського «Олімпіка». Трапилося це у матчі 18-го туру чемпіонату Франції проти «Труа». 5 лютого у матчі 23-го туру проти «Ніцци», відзначився дебютним голом за клуб. 8 лютого дебютував у Кубку Франції в матчі 1/8 фіналу, забивши переможний гол у дербі проти «Парі Сен-Жермен» (2:1). У червні «Олімпік» викупив контракт Руслана Малиновського у «Аталанти» за 10 мільйонів євро.

### «Дженоа»
19 серпня 2023 року Малиновський був представлений футболістом «Дженоа», до якого перейшов на правах оренди з правом викупу. Сталося це через невходження футболіста в плани нового тренера «Олімпіка» Марселіно Гарсії Тораля.
Забив дебютний гол за клуб 26 листопада 2023 року в матчі проти «Фрозіноне».

### Клубна статистика
Станом на 24 травня 2024 року
| Сезон                   | Команда                 | Чемпіонат               | Чемпіонат | Чемпіонат | Національний кубок | Національний кубок | Національний кубок | Континентальні кубки | Континентальні кубки | Континентальні кубки | Інші змагання | Інші змагання | Інші змагання | Усього | Усього |
| Сезон                   | Команда                 | Ліга                    | Ігор      | Голів     | Ліга               | Ігор               | Голів              | Ліга                 | Ігор                 | Голів                | Ліга          | Ігор          | Голів         | Ігор   | Голів  |
| ----------------------- | ----------------------- | ----------------------- | --------- | --------- | ------------------ | ------------------ | ------------------ | -------------------- | -------------------- | -------------------- | ------------- | ------------- | ------------- | ------ | ------ |
| 2012–13                 | «Севастополь»           | ПЛ                      | 16        | 1         | КУ                 | 2                  | 0                  | -                    | -                    | -                    | -             | -             | -             | 18     | 1      |
| лип.-груд. 2013         | «Севастополь»           | ПЛ                      | -         | -         | КУ                 | 1                  | 0                  | -                    | -                    | -                    | -             | -             | -             | 1      | 0      |
| Усього за «Севастополь» | Усього за «Севастополь» | Усього за «Севастополь» | 16        | 1         |                    | 3                  | 0                  |                      | -                    | -                    |               | -             | -             | 19     | 1      |
| січ.-трав. 2014         | «Зоря»                  | ПЛ                      | 8         | 3         | КУ                 | -                  | -                  | -                    | -                    | -                    | -             | -             | -             | 8      | 3      |
| 2014–15                 | «Зоря»                  | ПЛ                      | 23        | 1         | КУ                 | 5                  | 0                  | ЛЄ                   | 2+2                  | 0+2                  | -             | -             | -             | 32     | 3      |
| лип.-груд. 2015         | «Зоря»                  | ПЛ                      | 13        | 3         | КУ                 | 3                  | 0                  | ЛЄ                   | 4+0                  | 4+0                  | -             | -             | -             | 20     | 7      |
| Усього за «Зоря»        | Усього за «Зоря»        | Усього за «Зоря»        | 44        | 7         |                    | 8                  | 0                  |                      | 6+2                  | 4+2                  |               | -             | -             | 60     | 13     |
| січ.-трав. 2016         | «Генк»                  | ЖПЛ                     | 8+5       | 0         | КБ                 | 2                  | 0                  | -                    | -                    | -                    | -             | -             | -             | 15     | 0      |
| 2016–17                 | «Генк»                  | ЖПЛ                     | 10+10     | 2+3       | КБ                 | 2                  | 1                  | ЛЄ                   | 5                    | 1                    | -             | -             | -             | 27     | 7      |
| 2017–18                 | «Генк»                  | ЖПЛ                     | 27+10     | 5+0       | КБ                 | 5                  | 2                  | -                    | -                    | -                    | -             | -             | -             | 42     | 7      |
| 2018–19                 | «Генк»                  | ЖПЛ                     | 37        | 9+4       | КБ                 | 1                  | 0                  | ЛЄ                   | 5+8                  | 3+0                  | -             | -             | -             | 51     | 16     |
| Усього за «Генк»        | Усього за «Генк»        | Усього за «Генк»        | 73+34     | 16+7      |                    | 10                 | 3                  |                      | 18                   | 4                    |               | -             | -             | 135    | 30     |
| 2019–20                 | «Аталанта»              | A                       | 34        | 8         | КІ                 | 1                  | 0                  | ЛЧ                   | 9                    | 1                    | -             | -             | -             | 44     | 9      |
| 2020–21                 | «Аталанта»              | A                       | 36        | 8         | КІ                 | 3                  | 2                  | ЛЧ                   | 4                    | 0                    | -             | -             | -             | 43     | 10     |
| 2021–22                 | «Аталанта»              | A                       | 30        | 6         | КІ                 | 1                  | 0                  | ЛЧ/ЛЄ                | 5+5                  | 1+3                  | -             | -             | -             | 41     | 10     |
| 2022–23                 | «Аталанта»              | A                       | 15        | 1         | КІ                 | 0                  | 0                  | -                    | -                    | -                    | -             | -             | -             | 15     | 1      |
| Усього за «Аталанту»    | Усього за «Аталанту»    | Усього за «Аталанту»    | 115       | 23        |                    | 5                  | 2                  |                      | 23                   | 5                    |               | -             | -             | 143    | 30     |
| 2022–23                 | «Олімпік»               | Л1                      | 20        | 1         | КФ                 | 3                  | 1                  | -                    | -                    | -                    | -             | -             | -             | 23     | 2      |
| 2023–24                 | «Дженоа»                | A                       | 28        | 4         | КІ                 | 1                  | 0                  | -                    | -                    | -                    | -             | -             | -             | 29     | 4      |
| Усього за кар'єру       | Усього за кар'єру       | Усього за кар'єру       | 330       | 59        |                    | 30                 | 6                  |                      | 49                   | 15                   |               | -             | -             | 409    | 80     |

## Кар'єра в збірній

Руслан Маліновський у матчі проти збірної Франції (24 березня 2021 року)

31 березня 2015 року дебютував у національній збірній в матчі проти Латвії, вийшовши на заміну на 85-й хвилині. 10 жовтня 2018 року відзначився дебютним голом за збірну у ворота Італії, зрівнявши рахунок на 62-й хвилині матчу. Гра завершилася нічиєю 1:1.
Після вдалого сезону в «Аталанті» Маліновський потрапив у заявку збірної на чемпіонат Європи який відбувся влітку 2021 року. У першому матчі турніру, проти збірної Нідерландів, оформив гольову передачу на Романа Яремчук, який зрівняв рахунок (2:2). У підсумку українці поступилися 2:3. У наступному турі зіграв повний матч проти Північної Македонії (2:1). У поєдинку проти Австрії був замінений у перерві (0:1). Пізніше стало відомо, що у гравця відновилися проблеми з грижею. Незважаючи на дві поразки у трьох матчах, Україна вийшла в 1/8 фіналу, де перемогла збірну Швеції (2:1). Маліновський розпочав матч на лаві запасних, вийшовши на поле у другому таймі. Цей матч став останнім для гравця на турнірі, оскільки проблеми зі здоров'ям стали занадто суттєвими. Чвертьфінал чемпіонату Європи став найкращим результатом у історії української збірної.
Восени 2021 року між гравцем та новим головним тренером збірної України Олександром Петраковим відбувся конфлікт. У вересні відбулися матчі кваліфікації на чемпіонат світу проти збірних Казахстану та Франції. Перед товариським матчем проти команди Чехії Петраков відпустив декілька гравців «Динамо» та «Шахтаря» у свої клуби. Маліновський також попросив головного тренера відпустити його у клуб, що породило непорозуміння між гравцем та тренером. На наступні матчі збірної, які відбулися у жовтні, Маліновський не отримав виклику. Перед вирішальним матчем проти Боснії і Герцоговини між гравцем та тренером відбулася розмова у якій усі непорозуміння були з'ясовані, а гравець повернувся до складу збірної.

### Матчі за збірну
Станом на 10 вересня 2024 року
| Дата       | Місто       | Господарі            | Результат | Гості              | Турнір                                    | Голи | Примітки |
| ---------- | ----------- | -------------------- | --------- | ------------------ | ----------------------------------------- | ---- | -------- |
| 31-03-2015 | Львів       | Україна              | 1 – 1     | Латвія             | товариський матч                          | -    | 85'      |
| 09-10-2015 | Скоп'є      | Північна Македонія   | 0 – 2     | Україна            | Відбір до ЧЄ 2016                         | -    | 90'      |
| 14-11-2015 | Львів       | Україна              | 2 – 0     | Словенія           | Відбір до ЧЄ 2016                         | -    | 80'      |
| 06-06-2017 | Ґрац        | Україна              | 0 – 1     | Мальта             | товариський матч                          | -    | 46'      |
| 11-06-2017 | Тампере     | Фінляндія            | 1 – 2     | Україна            | Відбір до ЧС 2018                         | -    |          |
| 02-09-2017 | Харків      | Україна              | 2 – 0     | Туреччина          | Відбір до ЧС 2018                         | -    | 79'      |
| 05-09-2017 | Рейк'явік   | Ісландія             | 2 – 0     | Україна            | Відбір до ЧС 2018                         | -    | 71'      |
| 10-11-2017 | Львів       | Україна              | 2 – 1     | Словаччина         | товариський матч                          | -    | 81'      |
| 23-03-2018 | Київ        | Україна              | 1 – 1     | Саудівська Аравія  | товариський матч                          | -    | 65'      |
| 27-03-2018 | Льєж        | Україна              | 2 – 1     | Японія             | товариський матч                          | -    | 61'      |
| 31-05-2018 | Київ        | Україна              | 0 – 0     | Марокко            | товариський матч                          | -    | 64'      |
| 03-06-2018 | Шкодер      | Албанія              | 1 – 4     | Україна            | товариський матч                          | -    | 71'      |
| 06-09-2018 | Брно        | Чехія                | 1 – 2     | Україна            | Ліга націй УЄФА 2018—2019 - 1-й етап      | -    |          |
| 09-09-2018 | Львів       | Україна              | 1 – 0     | Словаччина         | Ліга націй УЄФА 2018—2019 - 1-й етап      | -    | 71'      |
| 10-10-2018 | Генуя       | Італія               | 1 – 1     | Україна            | товариський матч                          | 1    |          |
| 16-10-2018 | Київ        | Україна              | 1 – 0     | Чехія              | Ліга націй УЄФА 2018—2019 - 1-й етап      | 1    | 86'      |
| 16-11-2018 | Трнава      | Словаччина           | 4 – 1     | Україна            | Ліга націй УЄФА 2018—2019 - 1-й етап      | -    | 71'      |
| 20-11-2018 | Анталія     | Туреччина            | 0 – 0     | Україна            | товариський матч                          | -    | 46'      |
| 22-03-2019 | Лісабон     | Португалія           | 0 – 0     | Україна            | Відбір до ЧЄ 2020                         | -    |          |
| 25-03-2019 | Люксембург  | Люксембург           | 1 – 2     | Україна            | Відбір до ЧЄ 2020                         | -    |          |
| 07-06-2019 | Львів       | Україна              | 5 – 0     | Сербія             | Відбір до ЧЄ 2020                         | -    |          |
| 10-06-2019 | Львів       | Україна              | 1 – 0     | Люксембург         | Відбір до ЧЄ 2020                         | -    |          |
| 07-09-2019 | Вільнюс     | Литва                | 0 – 3     | Україна            | Відбір до ЧЄ 2020                         | 1    | 80'      |
| 10-09-2019 | Дніпро      | Україна              | 2 – 2     | Нігерія            | товариський матч                          | -    | 73'      |
| 11-10-2019 | Харків      | Україна              | 2 – 0     | Литва              | Відбір до ЧЄ 2020                         | 2    |          |
| 14-10-2019 | Київ        | Україна              | 2 – 1     | Португалія         | Відбір до ЧЄ 2020                         | -    |          |
| 17-11-2019 | Белград     | Сербія               | 2 – 2     | Україна            | Відбір до ЧЄ 2020                         | -    | 88'      |
| 03-09-2020 | Львів       | Україна              | 2 – 1     | Швейцарія          | Ліга націй УЄФА 2020—2021 - 1-й етап      | -    |          |
| 06-09-2020 | Мадрид      | Іспанія              | 4 – 0     | Україна            | Ліга націй УЄФА 2020—2021 - 1-й етап      | -    |          |
| 07-10-2020 | Париж       | Франція              | 7 – 1     | Україна            | товариський матч                          | -    | 46'      |
| 11-10-2020 | Київ        | Україна              | 1 – 2     | Німеччина          | Ліга націй УЄФА 2020—2021 - 1-й етап      | 1    |          |
| 14-11-2020 | Лейпциг     | Німеччина            | 3 – 1     | Україна            | Ліга націй УЄФА 2020—2021 - 1-й етап      | -    |          |
| 24-03-2021 | Париж       | Франція              | 1 – 1     | Україна            | Відбір до ЧС 2022                         | -    |          |
| 28-03-2021 | Київ        | Україна              | 1 – 1     | Фінляндія          | Відбір до ЧС 2022                         | -    |          |
| 31-03-2021 | Київ        | Україна              | 1 – 1     | Казахстан          | Відбір до ЧС 2022                         | -    |          |
| 03-06-2021 | Дніпро      | Україна              | 1 – 0     | Північна Ірландія  | товариський матч                          | -    |          |
| 07-06-2021 | Харків      | Україна              | 4 – 0     | Кіпр               | товариський матч                          | -    | 67'      |
| 13-06-2021 | Амстердам   | Нідерланди           | 3 – 2     | Україна            | ЧЄ 2020 - груповий етап                   | -    |          |
| 17-06-2021 | Бухарест    | Україна              | 2 – 1     | Північна Македонія | ЧЄ 2020 - груповий етап                   | -    |          |
| 21-06-2021 | Бухарест    | Україна              | 0 – 1     | Австрія            | ЧЄ 2020 - груповий етап                   | -    | 46'      |
| 29-06-2021 | Глазго      | Швеція               | 1 – 2     | Україна            | ЧЄ 2020 - 1/8 фіналу                      | -    | 61'      |
| 01-09-2021 | Нур-Султан  | Казахстан            | 2 – 2     | Україна            | Відбір до ЧС 2022                         | -    | 58'      |
| 04-09-2021 | Київ        | Україна              | 1 – 1     | Франція            | Відбір до ЧС 2022                         | -    | 82'      |
| 11-11-2021 | Одеса       | Україна              | 1 – 1     | Болгарія           | товариський матч                          | -    | 78'      |
| 16-11-2021 | Зениця      | Боснія і Герцеговина | 0 – 2     | Україна            | Відбір до ЧС 2022                         | -    | 81'      |
| 01-06-2022 | Глазго      | Шотландія            | 1 – 3     | Україна            | Відбір до ЧС 2022                         | -    | 72'      |
| 05-06-2022 | Кардіфф     | Уельс                | 1 – 0     | Україна            | Відбір до ЧС 2022                         | -    | 70'      |
| 11-06-2022 | Лодзь       | Україна              | 3 – 0     | Вірменія           | Ліга націй УЄФА 2022—2023 - 1-й етап      | 1    |          |
| 14-06-2022 | Лодзь       | Україна              | 1 – 1     | Ірландія           | Ліга націй УЄФА 2022—2023 - 1-й етап      | -    | 28'      |
| 21-09-2022 | Глазго      | Шотландія            | 3 – 0     | Україна            | Ліга націй УЄФА 2022—2023 - 1-й етап      | -    |          |
| 27-09-2022 | Краків      | Україна              | 0 – 0     | Шотландія          | Ліга націй УЄФА 2022—2023 - 1-й етап      | -    | 87'      |
| 26-03-2023 | Лондон      | Англія               | 2 – 0     | Україна            | Відбір до ЧЄ 2024                         | -    |          |
| 12-06-2023 | Бремен      | Німеччина            | 3 – 3     | Україна            | товариський матч                          | -    | 64'      |
| 16-06-2023 | Скоп'є      | Північна Македонія   | 2 – 3     | Україна            | Відбір до ЧЄ 2024                         | -    | 66'      |
| 19-06-2023 | Трнава      | Україна              | 1 – 0     | Мальта             | Відбір до ЧЄ 2024                         | -    | 63'      |
| 14-10-2023 | Прага       | Україна              | 2 – 0     | Північна Македонія | Відбір до ЧЄ 2024                         | -    | 68'      |
| 20-11-2023 | Леверкузен  | Україна              | 0 – 0     | Італія             | Відбір до ЧЄ 2024                         | -    | 90+1'    |
| 21-03-2024 | Зениця      | Боснія і Герцеговина | 1 – 2     | Україна            | Відбір до ЧЄ 2024                         | -    | 76'      |
| 26-03-2024 | Вроцлав     | Україна              | 2 – 1     | Ісландія           | Відбір до ЧЄ 2024                         | -    | 64' 42'  |
| 07-06-2024 | Варшава     | Польща               | 3 – 1     | Україна            | товариський матч                          | -    | 70' 56'  |
| 11-06-2024 | Кишинів     | Молдова              | 0 – 4     | Україна            | товариський матч                          | -    | 78'      |
| 17-06-2024 | Мюнхен      | Румунія              | 3 – 0     | Україна            | ЧЄ 2024 - груповий етап                   | -    | 83'      |
| 21-06-2024 | Дюссельдорф | Словаччина           | 1 – 2     | Україна            | ЧЄ 2024 - груповий етап                   | -    | 85'      |
| 26-06-2024 | Штутгарт    | Україна              | 0 – 0     | Бельгія            | ЧЄ 2024 - груповий етап                   | -    | 70'      |
| 07-09-2024 | Прага       | Україна              | 1 – 2     | Албанія            | Ліга націй УЄФА 2024—2025 - груповий етап | -    | 81'      |
| 10-09-2024 | Прага       | Чехія                | 3 – 2     | Україна            | Ліга націй УЄФА 2024—2025 - груповий етап | -    | 79'      |
| Усього     |             | Матчів               | 66        |                    | Голів                                     | 7    |          |

## Титули і досягнення

### Командні
«Севастополь»
- Чемпіон першої ліги (1): 2012/13

 «Генк»
- Чемпіон Бельгії (1): 2018/19

 «Аталанта»
- Бронзовий призер італійської Серії A (2): 2019/20, 2020/21
- Фіналіст кубку Італії (1): 2020/21

### Особисті
- Найкращий молодий гравець чемпіонату України (1): 2013/14
- Найкращий гравець «Генка» у сезоні (1): 2018/19
- Найкращий асистент італійської Серії A (1): 2020/21
- Найкращий гравець місяця італійської Серії A (2): травень 2021, лютий 2022[14]
- Найкращий гол місяця італійської Серії A (1): лютий 2022[15]
- Найкращий гравець місяця в «Аталанті» (5): березень 2021, квітень 2021, травень 2021, грудень 2021, лютий 2022[16]